# PPE Portrait Projekt
Das PPE Portrait Projekt wurde während des Ebola Ausbruchs ab 2014 in Liberia von Mary Beth Heffernan begonnen um medizinisches Personal in persönlicher Schutzausrüstung (PSA, engl. PPE) humaner wirken zu lassen. Patienten haben oft nicht die Möglichkeit, eine persönliche Beziehung zu ihren Betreuern aufzubauen, da diese eine furchteinflößende Schutzkleidung tragen. Das PPE Portrait Projekt wirbt daher für ein persönliches Foto auf der PSA, um eine solche persönliche Beziehung zu vereinfachen. Das Projekt wurde 2020 im Rahmen der COVID-19-Pandemie von der Sozialwissenschaftlerin Cati Brown-Johnson wiederbelebt und medial von The Rachel Maddow Show, National Public Radio, Smithsonian Magazine und KQED aufgegriffen.

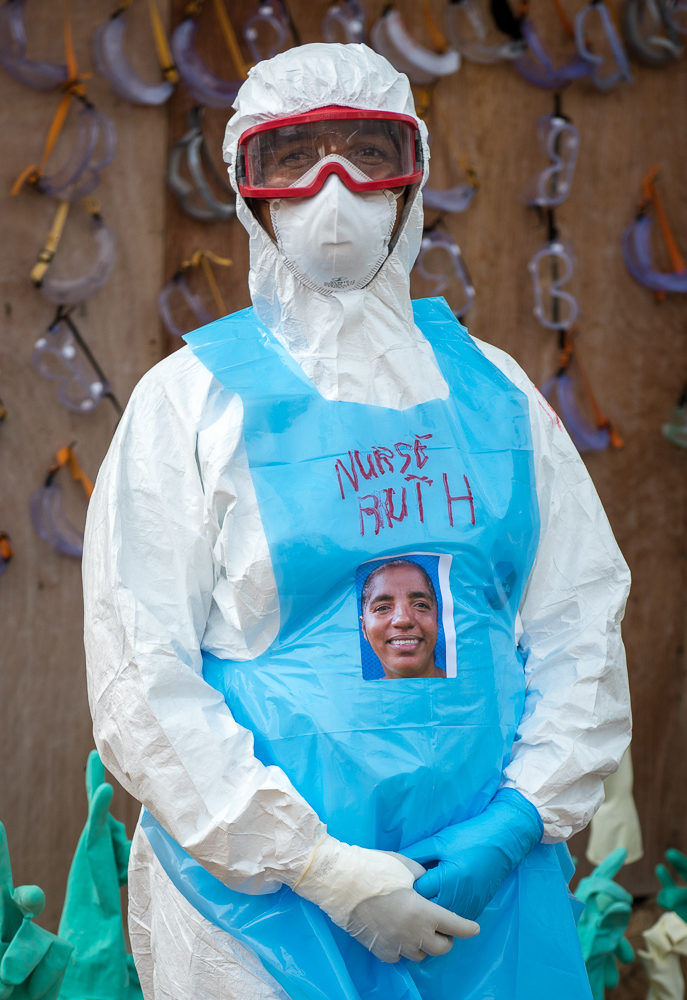
RN Ruth Johnson, Ebola Behandlungseinheit, 2015

## Geschichte
Die amerikanische Künstlerin und Professorin für Kunst und Kunstgeschichte am Occidental College Mary Beth Heffernan sah die vollen Schutzanzüge, die das medizinische Personal in Liberia gegen Ebola trug, und schuf das PPE Portrait Projekt. Heffernan nannte es „eine Kunstintervention zur Verbesserung der Ebola-Versorgung“. Das mit Zuschüssen finanzierte Projekt konzentrierte sich auf isolierte Patienten. Es erreichte eine „Durchbohrung dieser Isolierung“, indem den Patienten eine bessere Verbindung zu ihren Betreuern ermöglicht. Die liberianischen Ärzte J. Soka Moses und Moses Massaquoi luden Heffernan zu einem Besuch bei den Ebola-Ärzten und -Mitarbeitern ein. Massaquoi sagte, dass er E-Mails von Leuten erhalte, die „irgendein ungetestetes Schema vorschlugen … es wurde langsam ziemlich schmerzhaft“. Aber der Vorschlag, Fotos auf die Anzüge zu kleben, klang so sinnvoll, dass er Heffernan sofort antwortete. Heffernan sagte Maddow-Mitarbeitern, dass sie gehofft hatte, dass die Porträts zur medizinischen Standardpraxis für alle Arten von Patienten werden würden, die  tagelang isoliert waren und nur mit PSA maskierte Gesichter sehen können.
Die Gold Foundation finanzierte Heffernan eine Reise nach Liberia. Heffernan hatte 5000 Dollar erhalten, die sie für dieses Projekt verwendete. Das dortige Gesundheitspersonal berichtete, dass es sich menschlicher fühlte. Sie verbrachte drei Wochen mit der Schulung des Personals und überließ diesem Material zur Verwendung.
In den fünf Jahren seit dem Ebola Ausbruch wandte sich Heffernan an viele Krankenhäuser, stellte jedoch fest, dass sie kein Interesse an dem Projekt hatten. Das medizinische Personal, das während der COVID-19-Pandemie eine vollständige PSA trug, hat diese Einstellung in vielen Krankenhäusern geändert.

## Das PPE Portrait Projekt
„Damit deine verängstigten Patienten, die eigentlich nichts von deinem Gesicht sehen können, wenigstens eine Vorstellung davon haben, wer du bist und wie du wirklich aussiehst.“

Cati Brown-Johnson von der Stanford University School of Medicine hat das Projekt während der COVID-19-Pandemie wiederbelebt. Sie sagt, sie sei eine Sozialwissenschaftlerin, die sich für menschliche Zusammenhänge interessiert. Brown-Johnson sagt, die Forschung hinter dieser Idee zeige, dass „warmherziges und kompetentes medizinisches Personal eine Verbindung zu den Heilungsmechanismen im Körper einer Person herstellt. Und die PSA stellt offensichtlich Kompetenz dar. Die einzige Wärme allerdings, die man bekommen könnte, wäre ein Porträt“. Brown-Johnson sagte weiter, dass sie eine Verbesserung der Moral des medizinischen Personals sehe, da dies sich dadurch menschlicher fühlt. Brown-Johnson probierte das wiederbelebte Programm zuerst auf einem Drive-Thru-Testgelände in Stanford aus.
Während eines der Versuchstests für das Projekt sagten Mitarbeiter, dass sie sofort bessere Interaktionen mit Patienten bemerkten. Eine Krankenschwester, Anna Chico, die im Drive-Thru-Testgelände für COVID-19 arbeitete, sagte, sie habe sich vorgestellt, indem sie auf ihr Porträt zeigte und sagte: „Das bin ich unter all dem hier“. Die Ärzte berichteten, dass es sich so anfühlte, als arbeiteten sie mit Menschen im Team zusammen, „anstatt mit leblosen Objekten“.
Die Rachel Maddow Show erfuhr von diesem Projekt, als sie bemerkten, dass der Arzt Ernest Patti aus St. Barnabas, den sie in der Show mehrmals zu seinen Erfahrungen in der Arbeit mit COVID-19-Patienten interviewt hatten, in voller PSA, aber mit einem lächelnden Foto von sich selbst auf der Außenseite seiner PSA erschien. Das Maddow-Personal erkundigte sich bei Patti und erfuhr, dass eine Frau ihn in früheren Maddow-Shows gesehen hatte, und ihm einen Satz Aufkleber mit seinem eigenen Gesicht zur Verwendung auf seiner PSA schickte. Bei der Frau handelte es sich um die Künstlerin Lori Justice Shocket, welche einen medizinischen Abschluss besitzt. Sie ist auch mit einem Arzt aus der Notaufnahme verheiratet und hat ein Kind und ein Stiefkind, die ebenfalls Notaufnahmeärzte sind. Shocket bittet Leute, ihr Fotos von ihren Gesichtern per E-Mail zu schicken; sie druckt Aufkleber aus und schickt diese per Post zurück.
Laut Heffernan besteht das Ziel des Projekts darin, den Krankenhäusern die Werkzeuge und die Ausbildung zu geben, damit sie das Projekt selbständig durchführen können. Sie hofft, dass das gesamte medizinische Personal PSA-Porträts verwenden wird, unabhängig davon, ob in voller PSA oder nicht. In Situationen, in denen medizinisches Personal eine Maske trägt, wäre es für den Patienten vorteilhaft, ein lächelndes Foto zu sehen. Maddow sagte weiter über das PPE Portrait Projekt, dass das Sehen eines Fotos ihres Pflegers hilft, eine echte Verbindung zu schaffen statt einer „fremden Verbindung, selbst wenn sie ihr Bestes tun, um Leben zu retten“. Das Smithsonian Magazine sagt, dass volle die volle PSA die Träger als maskiertes, ausdrucksloses Personal in Raumanzügen anonymisiere. In Liberia sagte Heffernan, dass das medizinische Personal „als 'furchterregende Ninjas' wahrgenommen wird – isoliert, entmenschlicht und die Angst der Patienten verstärkt“.
Andere Krankenhäuser, die ab April 2020 beginnen, PSA-Porträts zu verwenden, sind die University of Massachusetts Medical School, die Keck School of Medicine der USC und das Boston Children's Hospital.

„Das Anbringen von Fotos an der PSA ist ein so einfaches, Low-Tech-Werkzeug – und doch kann es diese wertvollen Momente der Pflege in einer Zeit, in der die Patienten krank sind, Angst haben und sich allein fühlen, verwandeln. Wir waren so froh, Mary Beth Heffernan und ihre brillante Idee bei ihrer ersten Arbeit am PPE Portrait Projekt unterstützen zu können. Wir fordern alle Krankenhäuser dringend auf, diese Praxis zu übernehmen, damit sowohl die Patienten als auch die Gesundheitsteams davon profitieren können.“

## Praktische Umsetzung
Auf der Website von Stanford Medicine wird darauf hingewiesen, dass in Hochrisikosituationen das Foto mit der Entsorgung des Kittels entsorgt werden sollte. In Umgebungen mit geringerem Risiko, in denen der Kittel wiederverwendet wird, muss der Fotoaufkleber vor der Verwendung des Kittels desinfiziert werden, ähnlich wie ein Namensschild. Stanford schlägt vor, dass Sie, wenn Sie ein Porträt von sich selbst erstellen, die Porträt-Einstellung auf Ihrem Smartphone verwenden, direkt in die Kameralinse schauen und „das Lächeln bieten, das Ihre Patienten sehen sollen“. Heffernan empfiehlt die Verwendung von Aufklebern mit einer matten Oberfläche in etwa DIN A4 Größe, die nicht wiederverwendbar sind. Das Laminieren, Desinfizieren und Wiederverwenden wurde zuerst diskutiert, aber es gab Bedenken, dass die harte Kante des Kunststoffs die PSA beschädigen und zu einer Kontaminationsquelle werden könnte. Medizinisches Personal kann einen Vorrat an Fotoetiketten im Ankleidebereich aufbewahren. Es wird vorgeschlagen, dass das Foto auf „Herzhöhe“ getragen wird, „weil Ihre Pflege von Ihrem Herzen kommt“.